# Gastererion signoreti
Gastererion signoreti är en insektsart som beskrevs av Benoit-Philibert Perroud och Xavier Montrouzier 1864. Gastererion signoreti ingår i släktet Gastererion och familjen Eurybrachidae. Inga underarter finns listade i Catalogue of Life.